# Polyommatus livida
Polyommatus livida är en fjärilsart som beskrevs av Gillmer 1909. Polyommatus livida ingår i släktet Polyommatus och familjen juvelvingar. Inga underarter finns listade i Catalogue of Life.